# Liste der Mitglieder des Schottischen Parlaments (4. Wahlperiode)

Direktmandate der einzelnen Wahlkreise nach Partei. rot=Labour, gelb=SNP, orange=LibDem, blau=Conservative

Diese Liste gibt einen Überblick über alle Mitglieder des Schottischen Parlaments der 4. Wahlperiode (2011–2016).

## Zusammensetzung
Nach den Parlamentswahlen 2011 setzte sich das Schottische Parlament wie folgt zusammen:
| Fraktion                      | Zu Beginn der Legislaturperiode | Abgänge                                             | Zugänge                           | Saldo | Ende der Legislaturperiode |
| ----------------------------- | ------------------------------- | --------------------------------------------------- | --------------------------------- | ----- | -------------------------- |
| Scottish National Party (SNP) | 69                              | Adam (†), Finnie, Marwick, Urquhart, Walker, Wilson | Allard                            | −5    | 64                         |
| Labour Party                  | 37                              | Eadie (†), Park                                     | Baxter, Hilton, Rowley            | +1    | 38                         |
| Conservative Party            | 15                              | McLetchie (†)                                       | Buchanan                          | ±0    | 15                         |
| Liberal Democrats (LibDem)    | 5                               |                                                     |                                   | ±0    | 5                          |
| Scottish Green Party          | 2                               |                                                     |                                   | ±0    | 2                          |
| Parteilos                     | 1                               | Margo MacDonald (†)                                 | Finnie, Marwick, Urquhart, Wilson | +3    | 4                          |
| Gesamt                        | 129                             |                                                     |                                   |       | 128                        |

Anmerkungen:
1. ↑  Tricia Marwick wurde zum Presiding Officer gewählt und ließ folglich ihre Parteimitgliedschaft für die Dauer der Amtsausübung ruhen.
2. ↑  Aufgrund des Todes von Margo MacDonald blieb ihr Sitz unbesetzt

## Abgeordnete
Bei einem Eintrag in der Spalte Wahlkreis hat der betreffende Abgeordnete das Direktmandat dieses Wahlkreises gewonnen. Anderenfalls wurde ein Listenmandat für die in der Spalte Wahlregion angegebene Wahlregion errungen.
| Mitglied des Parlaments | geb. | Partei       | Wahlregion            | Wahlkreis                           | Erststimmen in % | Bemerkungen |
| ----------------------- | ---- | ------------ | --------------------- | ----------------------------------- | ---------------- | --- |
| Brian Adam              | 1948 | SNP          | North East Scotland   | Aberdeen Donside                    | 55,4             | Staatssekretär für Parlamentsangelegenheiten Einpeitscher der SNP-Fraktion † am 25. April 2013                       |
| George Adam             | 1969 | SNP          | West Scotland         | Paisley                             | 42,6             | |
| Clare Adamson           | 1967 | SNP          | Central Scotland      |                                     |                  | |
| Alasdair Allan          | 1971 | SNP          | Highlands and Islands | Na h-Eileanan an Iar                | 65,3             | Staatssekretär für Lernen, Wissenschaft und schottische Sprache                                                      |
| Christian Allard        | 1964 | SNP          | North East Scotland   |                                     |                  | seit 05/13 als Nachrücker für Mark McDonald                                                                          |
| Jackie Baillie          | 1964 | Labour       | West Scotland         | Dumbarton                           | 44,1             | |
| Richard Baker           | 1974 | Labour       | North East Scotland   |                                     |                  | |
| Jayne Baxter            | 1955 | Labour       | Mid Scotland and Fife |                                     |                  | eingetreten am 7. Dezember 2012 als Nachrücker für John Park                                                         |
| Claudia Beamish         | 1952 | Labour       | South Scotland        |                                     |                  | |
| Colin Beattie           | 1951 | SNP          | Lothian               | Midlothian North and Musselburgh    | 47,2             | |
| Marco Biagi             | 1981 | SNP          | Lothian               | Edinburgh Central                   | 32,7             | |
| Neil Bibby              | 1983 | Labour       | West Scotland         |                                     |                  | |
| Sarah Boyack            | 1961 | Labour       | Lothian               |                                     |                  | |
| Claire Brennan-Baker    | 1971 | Labour       | Mid Scotland and Fife |                                     |                  | |
| Chic Brodie             | 1944 | SNP          | South Scotland        |                                     |                  | |
| Gavin Brown             | 1975 | Conservative | Lothian               |                                     |                  | |
| Keith Brown             | 1961 | SNP          | Mid Scotland and Fife | Clackmannanshire and Dunblane       | 48,2             | Staatssekretär für Wohnungsbau und Verkehr                                                                           |
| Cameron Buchanan        | 1946 | Conservative | Lothian               |                                     |                  | seit August 2013 als Nachrücker für David McLetchie                                                                  |
| Margaret Burgess        | 1949 | SNP          | West Scotland         | Cunninghame South                   | 49,8             | |
| Aileen Campbell         | 1980 | SNP          | South Scotland        | Clydesdale                          | 49,9             | 05/11–12/11: Staatssekretärin für Eigenregierung und Planung seit 12/11: Staatssekretärin für Kinder und Jugendliche |
| Roderick Campbell       | 1953 | SNP          | Mid Scotland and Fife | North East Fife                     | 37,2             | |
| Jackson Carlaw          | 1959 | Conservative | West Scotland         |                                     |                  | |
| Malcolm Chisholm        | 1949 | Labour       | Lothian               | Edinburgh Northern and Leith        | 41,6             | |
| Willie Coffey           | 1958 | SNP          | South Scotland        | Kilmarnock and Irvine Valley        | 53,3             | |
| Angela Constance        | 1970 | SNP          | Lothian               | Almond Valley                       | 54,3             | 05/11–12/11: Staatssekretärin für Kinder und Jugendliche seit 12/11: Staatssekretärin für Arbeit für Jugendliche     |
| Bruce Crawford          | 1955 | SNP          | Mid Scotland and Fife | Stirling                            | 48,9             | Minister für Wirtschaft und Regierungsstrategie                                                                      |
| Roseanna Cunningham     | 1951 | SNP          | Mid Scotland and Fife | Perthshire South and Kinross-shire  | 51,5             | Staatssekretärin für Sicherheit und juristische Angelegenheiten                                                      |
| Ruth Davidson           | 1978 | Conservative | Glasgow               |                                     |                  | |
| Graeme Dey              | 1962 | SNP          | North East Scotland   | Angus South                         | 58,5             | |
| Nigel Don               | 1954 | SNP          | North East Scotland   | Angus North and Mearns              | 54,8             | |
| Bob Doris               | 1973 | SNP          | Glasgow               |                                     |                  | |
| James Dornan            | 1953 | SNP          | Glasgow               | Glasgow Cathcart                    |                  | |
| Kezia Dugdale           | 1981 | Labour       | Lothian               |                                     |                  | |
| Helen Eadie             | 1947 | Labour       | Mid Scotland and Fife | Cowdenbeath                         | 46,5             | † am 9. November 2013                                                                                                |
| Jim Eadie               | 1968 | SNP          | Lothian               | Edinburgh Southern                  | 29,4             | |
| Annabelle Ewing         | 1960 | SNP          | Mid Scotland and Fife |                                     |                  | |
| Fergus Ewing            | 1957 | SNP          | Highlands and Islands | Inverness and Nairn                 | 51,5             | Staatssekretär für Energie, Unternehmen und Tourismus                                                                |
| Linda Fabiani           | 1956 | SNP          | Central Scotland      | East Kilbride                       | 48,0             | |
| Mary Fee                | 1954 | Labour       | West Scotland         |                                     |                  | |
| Patricia Ferguson       | 1958 | Labour       | Glasgow               | Glasgow Maryhill and Springburn     | 48,1             | |
| Alex Fergusson          | 1949 | Conservative | South Scotland        | Galloway and West Dumfries          | 36,9             | |
| Neil Findlay            | 1969 | Labour       | Lothian               |                                     |                  | |
| John Finnie             | 1956 | SNP          | Highlands and Islands |                                     |                  | seit Oktober 2012 parteilos                                                                                          |
| Joe FitzPatrick         | 1967 | SNP          | North East Scotland   | Dundee City West                    | 57,6             | |
| Murdo Fraser            | 1965 | Conservative | Mid Scotland and Fife |                                     |                  | |
| Kenneth Gibson          | 1961 | SNP          | West Scotland         | Cunninghame North                   | 52,6             | |
| Rob Gibson              | 1945 | SNP          | Highlands and Islands | Caithness                           | 48,4             | |
| Annabel Goldie          | 1950 | Conservative | West Scotland         |                                     |                  | |
| Christine Grahame       | 1944 | SNP          | South Scotland        | Midlothian South                    | 43,5             | |
| Rhoda Grant             | 1963 | Labour       | Highlands and Islands |                                     |                  | |
| Iain Gray               | 1957 | Labour       | South Scotland        | East Lothian                        | 39,2             | |
| Mark Griffin            | 1985 | Labour       | Central Scotland      |                                     |                  | |
| Patrick Harvie          | 1973 | Green        | Glasgow               |                                     |                  | |
| Hugh Henry              | 1952 | Labour       | West Scotland         | Renfrewshire South                  | 48,1             | |
| Jamie Hepburn           | 1979 | SNP          | Central Scotland      | Cumbernauld and Kilsyth             | 53,8             | |
| Cara Hilton             |      | Labour       | Mid Scotland and Fife | Dunfermline                         | 42,5             | seit September 2013                                                                                                  |
| Jim Hume                | 1962 | LibDem       | South Scotland        |                                     |                  | |
| Fiona Hyslop            | 1964 | SNP          | Lothian               | Linlithgow                          | 49,8             | Ministerin für Kultur und Äußeres                                                                                    |
| Adam Ingram             | 1951 | SNP          | South Scotland        | Carrick, Cumnock and Doon Valley    | 46,2             | |
| Alex Johnstone          | 1961 | Conservative | North East Scotland   |                                     |                  | |
| Alison Johnstone        | 1965 | Green        | Lothian               |                                     |                  | |
| Colin Keir              | 1959 | SNP          | Lothian               | Edinburgh Western                   | 35,8             | |
| James Kelly             | 1963 | Labour       | Glasgow               | Rutherglen                          | 46,1             | |
| Bill Kidd               | 1956 | SNP          | Glasgow               | Glasgow Anniesland                  | 43,2             | |
| Johann Lamont           | 1957 | Labour       | Glasgow               | Glasgow Pollok                      | 47,5             | |
| John Lamont             | 1976 | Conservative | South of Scotland     | Ettrick                             | 44,9             | |
| Richard Lochhead        | 1969 | SNP          | North East Scotland   | Moray                               | 58,8             | Minister für ländliche Angelegenheiten und Umwelt                                                                    |
| Richard Lyle            | 1950 | SNP          | Central Scotland      |                                     |                  | |
| Kenny MacAskill         | 1958 | SNP          | Lothian               | Edinburgh Eastern                   | 47,4             | Justizminister |
| Angus MacDonald         | 1969 | SNP          | Central Scotland      | Falkirk East                        | 50,8             | |
| Gordon MacDonald        | 1960 | SNP          | Lothian               | Edinburgh Pentlands                 | 37,3             | |
| Lewis Macdonald         | 1957 | Labour       | North East Scotland   |                                     |                  | |
| Margo MacDonald         | 1943 | parteilos    | Lothian               |                                     |                  | † 4. April 2014; der Regionalsitz wird nicht nachbesetzt, sodass sich die Gesamtzahl der Sitze um eins verringert    |
| Kenneth Macintosh       | 1962 | Labour       | West Scotland         | Eastwood                            | 39,7             | |
| Derek Mackay            | 1977 | SNP          | West Scotland         | Renfrewshire North and West         | 41,9             | seit: 12/11: Staatssekretär für Eigenregierung und Planung                                                           |
| Mike MacKenzie          | 1958 | SNP          | Highlands and Islands |                                     |                  | |
| Hanzala Malik           | 1957 | Labour       | Glasgow               |                                     |                  | |
| Jenny Marra             | 1977 | Labour       | North East Scotland   |                                     |                  | |
| Paul Martin             | 1967 | Labour       | Glasgow               | Glasgow Provan                      | 52,3             | |
| Tricia Marwick          | 1953 | SNP          | Mid Scotland and Fife | Mid Fife and Glenrothes             | 52,3             | Presiding Officer |
| John Mason              | 1957 | SNP          | Glasgow               | Glasgow Shettleston                 | 47,8             | |
| Michael Matheson        | 1970 | SNP          | Central Scotland      | Falkirk West                        | 55,3             | Staatssekretär für Gesundheit                                                                                        |
| Stewart Maxwell         | 1963 | SNP          | West Scotland         |                                     |                  | |
| Joan McAlpine           | 1962 | SNP          | South Scotland        |                                     |                  | |
| Liam McArthur           | 1962 | LibDem       | Highlands and Islands | Orkney                              | 35,7             | |
| Margaret McCulloch      | 1952 | Labour       | Central Scotland      |                                     |                  | |
| Mark McDonald           | 1980 | SNP          | North East Scotland   |                                     |                  | seit Mai 2013 für Aberdeen Donside                                                                                   |
| Margaret McDougall      | 1949 | Labour       | South Scotland        |                                     |                  | |
| James McGrigor          | 1949 | Conservative | Highlands and Islands |                                     |                  | |
| Alison McInnes          | 1957 | LibDem       | North East Scotland   |                                     |                  | |
| Christina McKelvie      | 1968 | SNP          | Central Scotland      | Hamilton                            | 48,1             | |
| Aileen McLeod           | 1971 | SNP          | South Scotland        |                                     |                  | |
| Fiona McLeod            | 1957 | SNP          | West Scotland         | Strathkelvin and Bearsden           | 42,2             | |
| David McLetchie         | 1952 | Conservative | Lothian               |                                     |                  | † am 12. August 2013                                                                                                 |
| Michael McMahon         | 1961 | Labour       | Central Scotland      | Uddingston and Bellshill            | 46,1             | |
| Siobhan McMahon         | 1984 | Labour       | Central Scotland      |                                     |                  | |
| Stuart McMillan         | 1972 | SNP          | West Scotland         |                                     |                  | |
| Duncan McNeil           | 1950 | Labour       | West Scotland         | Greenock and Inverclyde             | 43,9             | |
| Anne McTaggart          | 1970 | Labour       | Glasgow               |                                     |                  | |
| Nanette Milne           | 1942 | Conservative | North East Scotland   |                                     |                  | |
| Margaret Mitchell       | 1952 | Conservative | Central Scotland      |                                     |                  | |
| Elaine Murray           | 1954 | Labour       | South Scotland        | Dumfriesshire                       | 39,6             | |
| Alex Neil               | 1951 | SNP          | Central Scotland      | Airdrie and Shotts                  | 50,2             | Minister für Infrastruktur und Finanzplanung                                                                         |
| John Park               | 1973 | Labour       | Mid Scotland and Fife |                                     |                  | Rücktritt am 7. Dezember 2012                                                                                        |
| Gil Paterson            | 1942 | SNP          | West Scotland         | Clydebank and Milngavie             | 43,3             | |
| Graeme Pearson          | 1950 | Labour       | South Scotland        |                                     |                  | |
| John Pentland           | 1946 | Labour       | Central Scotland      | Motherwell and Wishaw               | 43,8             | |
| Willie Rennie           | 1967 | LibDem       | Mid Scotland and Fife |                                     |                  | |
| Dennis Robertson        | 1956 | SNP          | North East Scotland   | Aberdeenshire West                  | 42,6             | |
| Shona Robison           | 1966 | SNP          | North East Scotland   | Dundee City East                    | 64,2             | Staatssekretärin für Commonwealth Games und Sport                                                                    |
| Alex Rowley             | 1963 | Labour       | Mid Scotland and Fife | Cowdenbeath                         | 55,8             | |
| Michael Russell         | 1953 | SNP          | Highlands and Islands | Argyll and Bute                     | 50,6             | Minister für Bildung und lebenslanges Lernen                                                                         |
| Alex Salmond            | 1954 | SNP          | North East Scotland   | Aberdeenshire East                  | 64,5             | First Minister |
| Mary Scanlon            | 1947 | Conservative | Highlands and Islands |                                     |                  | |
| John Scott              | 1951 | Conservative | South Scotland        | Ayr                                 | 38,9             | |
| Tavish Scott            | 1966 | LibDem       | Highlands and Islands | Shetland                            | 47,5             | |
| Richard Simpson         | 1942 | Labour       | Mid Scotland and Fife |                                     |                  | |
| Drew Smith              |      | Labour       | Glasgow               |                                     |                  | |
| Elaine Smith            | 1963 | Labour       | Central Scotland      | Coatbridge and Chryston             | 52,2             | |
| Elizabeth Smith         | 1960 | Conservative | Mid Scotland and Fife |                                     |                  | |
| Stewart Stevenson       | 1946 | SNP          | North East Scotland   | Banffshire and Buchan Coast         | 67,2             | Staatssekretär für Umwelt und Klimawandel                                                                            |
| David Stewart           | 1956 | Labour       | Highlands and Islands |                                     |                  | |
| Kevin Stewart           | 1968 | SNP          | North East Scotland   | Aberdeen Central                    | 40,0             | |
| Nicola Sturgeon         | 1970 | SNP          | Glasgow               | Glasgow Southside                   | 54,4             | stellvertretende First Minister Ministerin für Gesundheit und Stadtplanung                                           |
| John Swinney            | 1964 | SNP          | Mid Scotland and Fife | Perthshire North                    | 60,8             | Minister für Finanzen, Arbeit und Wachstum                                                                           |
| David Thompson          | 1949 | SNP          | Highlands and Islands | Skye                                | 46,2             | |
| David Torrance          | 1961 | SNP          | Mid Scotland and Fife | Kirkcaldy                           | 45,2             | |
| Jean Urquhart           | 1949 | SNP          | Highlands and Islands |                                     |                  | seit Oktober 2012 parteilos                                                                                          |
| Bill Walker             | 1942 | SNP          | Mid Scotland and Fife | Dunfermline                         | 37,6             | seit April 2012 parteilos; Rücktritt im September 2013                                                               |
| Maureen Watt            | 1951 | SNP          | North East Scotland   | Aberdeen South and North Kincardine | 41,7             | |
| Paul Wheelhouse         | 1970 | SNP          | South Scotland        |                                     |                  | |
| Sandra White            | 1951 | SNP          | Glasgow               | Glasgow Kelvin                      | 43,3             | |
| John Wilson             | 1956 | SNP          | Central Scotland      |                                     |                  | seit September 2014 parteilos                                                                                        |
| Humza Yousaf            | 1985 | SNP          | Glasgow               |                                     |                  | |